# Platysenta proecellens
Platysenta proecellens là một loài bướm đêm trong họ Noctuidae.